# Calybe
Calybe is een geslacht van kevers uit de familie van de loopkevers (Carabidae). De wetenschappelijke naam van het geslacht is voor het eerst geldig gepubliceerd in 1834 door Laporte.

## Soorten
Het geslacht Calybe omvat de volgende soorten:
- Calybe aequatoria (Chaudoir, 1850)
- Calybe amazonica Chaudoir, 1872
- Calybe anthicoides Solier, 1836
- Calybe argentina Brether, 1916
- Calybe basalis Bates, 1871
- Calybe belti Bates, 1878
- Calybe biloba (Bates, 1871)
- Calybe brasiliensis Motschulsky, 1864
- Calybe delicatula Motschulsky, 1864
- Calybe formicaria (Castelnau, 1834)
- Calybe fuscoaenea Motschulsky, 1864
- Calybe grata (Motschulsky, 1864)
- Calybe inaequalis Brulle, 1838
- Calybe laetula (LeConte, 1851)
- Calybe leprieuri Castelnau, 1834
- Calybe leucopus Bates, 1871
- Calybe longiceps Schaum, 1863
- Calybe magna Liebke, 1939
- Calybe montevidensis Tremoleras, 1917
- Calybe nodicollis (Bates, 1871)
- Calybe obliqua Chaudoir, 1872
- Calybe sallei (Chevrolat, 1839)
- Calybe sulcipennis Chaudoir, 1872
- Calybe tenuicollis (Dejean, 1831)
- Calybe tumidula Bates, 1871